# Argynnis dives
Argynnis dives är en fjärilsart som beskrevs av Charles Oberthür 1908. Argynnis dives ingår i släktet Argynnis och familjen praktfjärilar. Inga underarter finns listade i Catalogue of Life.